# کفرشوش
کفرشوش (به عربی: کفرشوش) یک روستا در سوریه است که در ناحیه صوران (حلب) واقع شده‌است. کفرشوش ۹۵ نفر جمعیت دارد.